# Campionati del mondo di ciclismo su pista 2016 - Keirin femminile
La gara di keirin femminile ai Campionati del mondo di ciclismo su pista 2016 si svolse il 3 marzo 2016.

## Podio
| Pos.    | Atleta         | Nazionalità   |
| ------- | -------------- | ------------- |
| Oro     | Kristina Vogel | Germania      |
| Argento | Anna Meares    | Australia     |
| Bronzo  | Becky James    | Gran Bretagna |

## Risultati

### Primo turno
Si qualificano per il secondo turno le prime due di ogni batteria, le altre vanno ai ripescaggi.

#### Batteria 1
| Posizione | Atleta            | Nazione     | Gap    | Note |
| --------- | ----------------- | ----------- | ------ | ---- |
| 1         | Lyubov Shulika    | Ucraina     |        | Q    |
| 2         | Lee Wai Sze       | Hong Kong   | +0.017 | Q    |
| 3         | Stephanie Morton  | Australia   | +0.027 |      |
| 4         | Olga Ismayilova   | Azerbaigian | +0.275 |      |
| 5         | Kayono Maeda      | Giappone    | +1.023 |      |
| 6         | Anastasia Voynova | Russia      |        | REL  |

#### Batteria 2
| Posizione | Atleta           | Nazione       | Gap    | Note |
| --------- | ---------------- | ------------- | ------ | ---- |
| 1         | Guo Shuang       | Cina          |        | Q    |
| 2         | Lee Hye-jin      | Corea del Sud | +0.107 | Q    |
| 3         | Becky James      | Gran Bretagna | +0.149 |      |
| 4         | Elis Ligtlee     | Paesi Bassi   | +0.291 |      |
| 5         | Monique Sullivan | Canada        | +0.323 |      |
| 6         | Lisandra Guerra  | Cuba          | +0.842 |      |

#### Batteria 3
| Posizione | Atleta              | Nazione       | Gap    | Note |
| --------- | ------------------- | ------------- | ------ | ---- |
| 1         | Kristina Vogel      | Germania      |        | Q    |
| 2         | Anna Meares         | Australia     | +0.762 | Q    |
| 3         | Natasha Hansen      | Nuova Zelanda | +0.827 |      |
| 4         | Laurine van Riessen | Paesi Bassi   | +1.029 |      |
| 5         | Shannon McCurley    | Irlanda       | +2.070 |      |
| 6         | Ekaterina Gnidenko  | Russia        |        | REL  |

#### Batteria 4
| Posizione | Atleta             | Nazione   | Gap    | Note |
| --------- | ------------------ | --------- | ------ | ---- |
| 1         | Kaarle McCulloch   | Australia |        | Q    |
| 2         | Lin Junhong        | Cina      | +0.029 | Q    |
| 3         | Simona Krupeckaitė | Lituania  | +0.033 |      |
| 4         | Kate O'Brien       | Canada    | +0.072 |      |
| 5         | Tania Calvo        | Spagna    | +0.101 |      |
| 6         | Fatehah Mustapa    | Malaysia  | +0.125 |      |
| 7         | Virginie Cueff     | Francia   | +0.136 |      |

### Ripescaggi
La vincitrice di ogni batteria si qualifica per il secondo turno.

#### Batteria 1
| Posizione | Atleta           | Nazione   | Gap    | Note |
| --------- | ---------------- | --------- | ------ | ---- |
| 1         | Stephanie Morton | Australia |        | Q    |
| 2         | Lisandra Guerra  | Cuba      | +0.188 |      |
| 3         | Kate O'Brien     | Canada    | +0.354 |      |
| 4         | Shannon McCurley | Irlanda   | +1.886 |      |

#### Batteria 2
| Posizione | Atleta              | Nazione       | Gap    | Note |
| --------- | ------------------- | ------------- | ------ | ---- |
| 1         | Becky James         | Gran Bretagna |        | Q    |
| 2         | Anastasia Voynova   | Russia        | +0.037 |      |
| 3         | Laurine van Riessen | Paesi Bassi   | +0.156 |      |
| 4         | Monique Sullivan    | Canada        | +0.302 |      |

#### Batteria 3
| Posizione | Atleta          | Nazione       | Gap    | Note |
| --------- | --------------- | ------------- | ------ | ---- |
| 1         | Elis Ligtlee    | Paesi Bassi   |        | Q    |
| 2         | Fatehah Mustapa | Malaysia      | +0.048 |      |
| 3         | Natasha Hansen  | Nuova Zelanda | +0.248 |      |
| 4         | Kayono Maeda    | Giappone      | +0.411 |      |

#### Batteria 4
| Posizione | Atleta             | Nazione     | Gap    | Note |
| --------- | ------------------ | ----------- | ------ | ---- |
| 1         | Virginie Cueff     | Francia     |        | Q    |
| 2         | Ekaterina Gnidenko | Russia      | +0.038 |      |
| 3         | Simona Krupeckaitė | Lituania    | +0.138 |      |
| 4         | Tania Calvo        | Spagna      | +0.202 |      |
| 5         | Olga Ismayilova    | Azerbaigian | +0.372 |      |

### Secondo turno
Si qualificano per la finale le prime tre atlete di ogni batteria, le altre 3 si qualificano per la finale di consolazione.

#### Batteria 1
| Posizione | Atleta           | Nazione       | Gap    | Note |
| --------- | ---------------- | ------------- | ------ | ---- |
| 1         | Anna Meares      | Australia     |        | Q    |
| 2         | Lyubov Shulika   | Ucraina       | +0.017 | Q    |
| 3         | Lee Hye-jin      | Corea del Sud | +0.083 | Q    |
| 4         | Virginie Cueff   | Francia       | +0.104 |      |
| 5         | Kaarle McCulloch | Australia     | +0.124 |      |
| 6         | Stephanie Morton | Australia     | +0.190 |      |

#### Batteria 2
| Posizione | Atleta         | Nazione       | Gap    | Note |
| --------- | -------------- | ------------- | ------ | ---- |
| 1         | Guo Shuang     | Cina          |        | Q    |
| 2         | Kristina Vogel | Germania      | +0.004 | Q    |
| 3         | Becky James    | Gran Bretagna | +0.086 | Q    |
| 4         | Lee Wai Sze    | Hong Kong     | +0.158 |      |
| 5         | Lin Junhong    | Cina          | +0.342 |      |
| 6         | Elis Ligtlee   | Paesi Bassi   | +1.069 |      |

### Finali

#### Finale di consolazione
| Posizione | Atleta           | Nazione     | Gap    | Note |
| --------- | ---------------- | ----------- | ------ | ---- |
| 7         | Stephanie Morton | Australia   |        |      |
| 8         | Kaarle McCulloch | Australia   | +0.114 |      |
| 9         | Lee Wai Sze      | Hong Kong   | +0.129 |      |
| 10        | Virginie Cueff   | Francia     | +0.217 |      |
| 11        | Elis Ligtlee     | Paesi Bassi | +0.516 |      |
| 12        | Lin Junhong      | Cina        |        | REL  |

#### Finale
| Posizione | Atleta         | Nazione       | Gap    | Note |
| --------- | -------------- | ------------- | ------ | ---- |
| 1         | Kristina Vogel | Germania      |        |      |
| 2         | Anna Meares    | Australia     | +0.078 |      |
| 3         | Becky James    | Gran Bretagna | +0.106 |      |
| 4         | Guo Shuang     | Cina          | +0.171 |      |
| 5         | Lyubov Shulika | Ucraina       | +0.296 |      |
| 6         | Lee Hye-jin    | Corea del Sud | +0.338 |      |

- Q = qualificate al secondo turno
- REL = rilegate all'ultimo posto